# Вук са Проклетија
Вук са Проклетија (алб. Uka i Bjeshkëve të nemura) је југословенски филм снимљен 1968. године у режији Миомира Стаменковића. Главне улоге тумаче Љуба Тадић, Абдурахман Шаља, Јосиф Татић, Весна Крајина, Бранко Плеша, Мелихат Ајети, Дарко Дамевски, Драгомир Фелба и Фарук Беголи.

## Радња
Рат се увукао и у беспуће Проклетија, чије врхове покривају вечите магле. У дивљини, људи су вековима стварали своје неписане законе. Реч братство, поштење доносили су смрт ономе који их прекрши. Рат није познавао њихове обичаје...
Вук са Проклетија посекао је два јаблана. Остао је још најмлађи Џахид. Са школовања у Италији вратио се угледном и богатом Фауд-бегу код кога је провео детињство. Фауд-бег је прешао на страну италијанских окупатора и успео да младог Џахида увуче у своје мреже и постави га за шефа полиције. Вук са својим људима силази са планине и долази пред кућу Фауд-бега. Његов сусрет са сином претвара се у отворен сукоб и Вуку је јасно да је закаснио...
Уверен да се бори за праведну освету своје браће, крв за крв, Џахид спроводи одмазду и под његовим вођством бесни братоубилачки рат, прве жртве су његови школски другови, његова прва љубав...
Стрељања, убиства, паљевине села. Џахид је прекршио законе завичаја, које су писали вековима...

## Улоге
| Глумац          | Улога              |
| --------------- | ------------------ |
| Љуба Тадић      | Ука                |
| Абдурахман Шаља | Фуад бег           |
| Јосиф Татић     | Џахид              |
| Весна Крајина   | Лела               |
| Бранко Плеша    | Италијански доктор |
| Мелихат Ајети   | Играчица           |
| Дарко Дамевски  | Бећир ага          |
| Драгомир Фелба  | Урош               |
| Фарук Беголи    | Партизан           |
| Драги Костовски |                    |
| Вукан Димевски  |                    |

## Награде
- Пула: 
  - Златна арена за улогу – Љуба Тадић,
  - специјална диплома за режију и
  - Прва награда публике „Јелен“
- Ниш: 
  - Специјална награда за улогу – Дарко Дамевски
- Приштина: 
  - Награда за улогу – Љуба Тадић